# David Tua
David Tua (Faleasiu, 21 novembre 1972) è un ex pugile neozelandese,
soprannominato 
"Tuaman".
Dopo il bronzo olimpico a Barcellona passò nei professionisti arrivando nel 2000 a combattere per il titolo risultando sconfitto da Lennox Lewis.
Conosciuto per il suo micidiale gancio sinistro, è stato considerato uno dei pugili più pericolosi di sempre. 
È stato affiancato diverse volte a Mike Tyson per il suo stile di combattimento, arrivando ad essere definito il suo "erede".
Lo si ricorda anche per un suo match disputato contro la ex stella nascente Ike Ibeabuchi, dal quale ne uscì dignitosamente sconfitto. L'incontro è stato dal primo al dodicesimo round una guerra, nel quale i 2 sancirono il record, tuttora imbattuto, di colpi portati nella categoria dei pesi massimi, ovvero 1730.
Nel corso della carriera ha sconfitto pugili come John Ruiz, battuto dopo pochi secondi del primo round, Oleg Maskaev, Hasim Rahman, Fres Oquendo, Michael Moorer e Shane Cameron.